# Бирилло, Николай Васильевич
Никола́й Васи́льевич Бири́лло (бел. Мікалай Васілевіч Бірыла; 10 сентября 1923, д. Скворцы, Минский уезд, Белорусская ССР — 1 октября 1992, Минск, Белоруссия) — белорусский советский лингвист, специалист по белорусской антропонимии и диалектологии. Академик Национальной академии наук Беларуси (1977; чл.-корр. с 1972), доктор филологических наук (1969), профессор (1971). Заслуженный деятель науки Белорусской ССР (1978).

## Биография
В 1940 году поступил в Минский педагогический институт. В годы Великой Отечественной войны участвовал в партизанском движении в Беларуси.
В 1947 году окончил Минский педагогический институт и поступил на работу в Институт языкознания Академия наук Белорусской ССР, где работал до конца жизни. Кандидатскую диссертацию защитил на тему «Говоры Краснослободского района Бобруйской области». С 1959 года — заведующий секторов терминологии, современного белорусского языка и культуры речи Института языкознания АН БССР.
В 1956—1958 гг. профессор кафедры белорусской филологии Варшавского университета.
В 1968 году избран членом Международного комитета по ономастическим наукам (ICOS).
В 1969 году защитил докторскую диссертацию «Белорусская антропонимия».
Лауреат Государственной премии СССР 1971 года за участие в коллективных работах по белорусской лингвогеографии («Диалектологический атлас белорусского языка» и «Лингвистическая география и группировка белорусских говоров»). Принимал участие в создании «Общеславянского лингвистического атласа».
В 1972 году выбран членом-корреспондентом АН Беларуси. С 1977 года и. о. академика-секретаря, в 1982—1992 гг. академик-секретарь Отделения общественных наук АН Беларуси.
Автор работ по вопросам белорусской диалектологии, современного белорусского литературного языка, белорусской и славянской ономастики.

## Награды
Награждён орденом «Знак Почёта» (1976), медалями.

## Основные труды
- Бірыла М. В. Беларускія антрапанімічныя назвы ў іх адносінах да антрапанімічных назваў іншых славянскіх моў (рускай, украінскай, польскай). Мінск, 1963.
- Бірыла М. В. Беларуская антрапанімія. Уласныя імёны, імёны-мянушкі, імёны па бацьку, прозвішчы. Мінск, 1966.
- Бірыла М. В. Беларуская антрапанімія. 2. Прозвішчы, утвораные ад апелятыўнай лексікі. Мінск, 1969.
- Бірыла М. В. Беларуская антрапанімія. 3. Структура ўласных мужчынскіх імен. Мінск, 1982.
- Бірыла М. В. Націск назоўнікаў у сучаснай беларускай мове. Мінск, 1986.
- Бірыла М. В. Тыпалогія і геаграфія славянскіх прозвішчаў. Мінск, 1988.
- Бірыла М. В. Слоўнік націску ў беларускай мове. Мінск, 1992.
- Бірыла М. В., Ванагас А. П. Літоўскія элементы ў беларускай анамастыцы. Мінск, 1968.
- Бірыла М. В., Лемцюгова В. П. Анамастычныя словоўтваральныя элементы на ўсходне- і заходнеславянскіх мовах. (Адантрапанімічныя айконімы). Мінск, 1973.
- Бирилло Н. В., Булахов М. Г., Судник М. Р. Белорусский язык // Языки народов СССР, т. 1. М., 1966.